# Regno Khasa
Il Regno Khasa-Malla (Nepalese:खस मल्ल राज्य, Khasa Malla Rājya), popolarmente noto come Regno Khasa (Nepalese: |खस राज्य, Khasa Rājya) o Khasia, è stato un regno del subcontinente indiano fondato attorno all'XI secolo nella zona estremo occidentale dell'odierno Nepal da una popolazione di origine incerta.
(Giuseppe Tucci, Nepal: alla scoperta del regno dei Malla, ried. 1996, p. 68)
Era governato da re il cui nome di famiglia era "Malla", da non confondere con quello della più tarda dinastia Malla di Kathmandu. I re Khasa-Malla governarono parti dell'occidente nepalese nel corso dei secoli XI - XIII. L'iscrizione di Dhanga a Khajuraho (954) dichiara il regno Khasa pari al Gauda del Bengala e alla dinastia Gurjara-Pratihara

## Storia
Un'antica tribù denominata Khasa è citata in diversi antichi testi leggendari indiani, tra cui il Mahābhārata. Lo storico regno Khasa non occupa però lo stesso territorio di questa tribù leggendaria, anche se vi è qualche congettura circa un collegamento tra i due. I Khasa storici sono citati in diverse iscrizioni indiane datate dall'VIII al XIII secolo EC. Il regno Khasa-Malla era di carattere feudatario, e dentro di esso i principati avevano una natura indipendente La maggior parte del suo territorio si estendeva nel bacino del Karnali. Nel corso di due secoli il regno arrivò a conquistare più della metà di quello che è definito "Grande Nepal" dai sostenitori dell'idea nazionalista che attribuisce al Nepal i territori controllati dall'esercito Gurkha dal 1791 al 1804 ma poi ceduti alla Compagnia britannica delle Indie orientali.  Nel XII secolo il re Nāgarāja conquistò l'importante regno dello Jumla nell'Himalaya centrale, sottomettendo territori fino al fiume Behri a est, al Sutlej a ovest e al Passo Mayum (Mayum La) del Tibet a nord. Nāgarāja, anche chiamato Jāveśvara (Nepalese: जावेश्वर), veniva da Khāripradeśa (oggi nella Prefettura di Ngari) e stabilì la sua capitale a Semjā nella Valle Sinja (Karnali Pradesh). Le dinastie Khasa ebbero origine nel secolo XI o in un periodo precedente. Ve n'erano due, una stanziata a Guge e l'altra a Jumla.

L'esponente largamente considerato il più famoso re del regno Khasa Malla è stato Prithivì Malla, che lo ha saldamente consolidato verso il 1413 EC. I limiti di questo regno hanno stabilito la massima vastità dei possedimenti dei Khasa, arrivati a comprendere Guge e Purang in Tibet e territori nepalesi fino a Dullu (Karnali Pradesh) nel sud ovest e a Kaskikot a est. L'iscrizione di Prithivì Malla a Shitushka nello Jumla dice:
 Secondo Giuseppe Tucci le cronache tibetane indicano in Prithivì Malla l'ultimo re di questo regno, che dopo la morte di Abhaya Malla si disintegrò, andando a costituire la confederazione Baise Rajya.

## Lingua e cultura

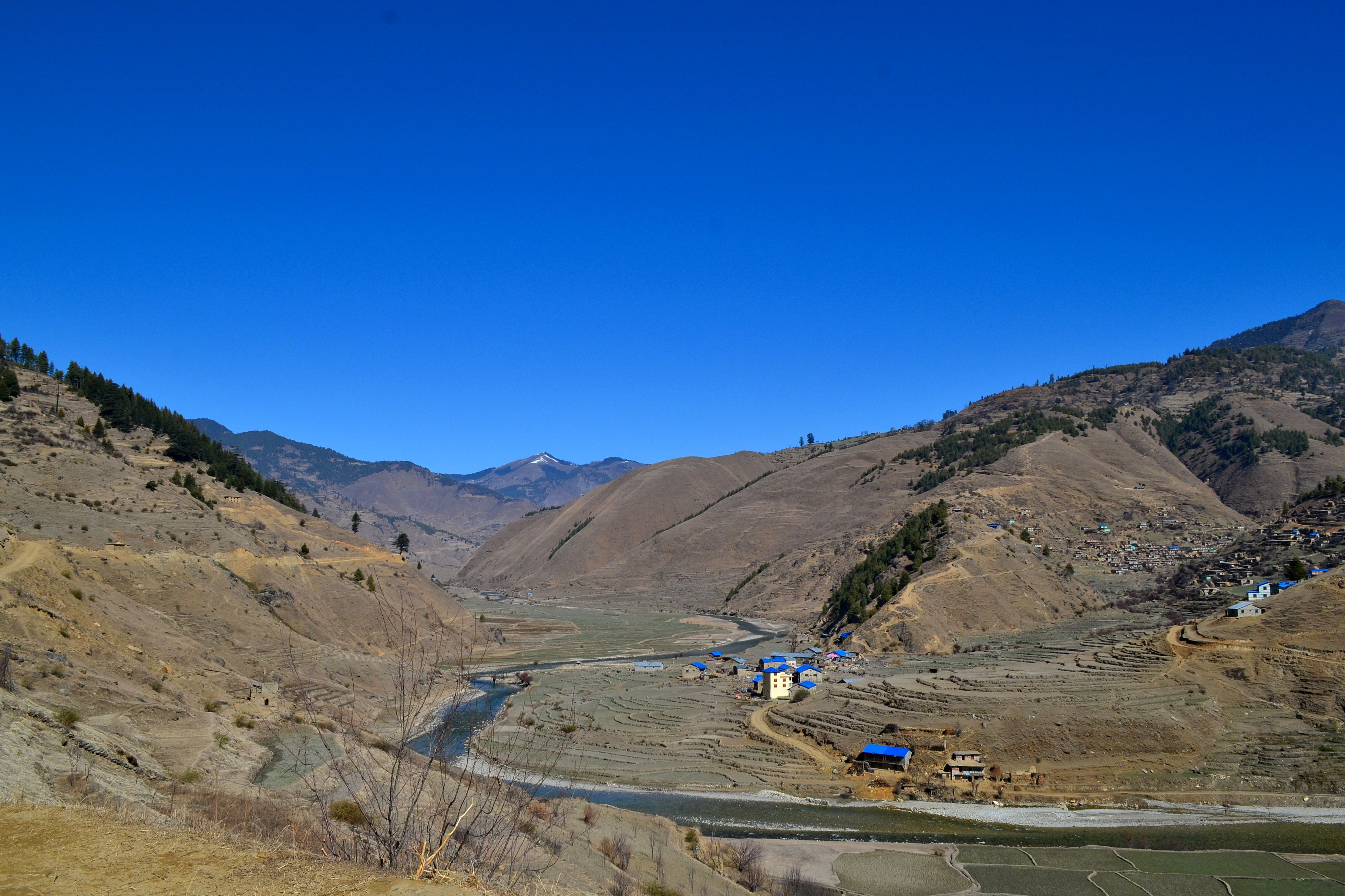
Valle Sinja, dove si trovava la capitale dei Khasa-Malla

Le lingue del regno erano il khaskura e il sanscrito. Alcuni dei più antichi esempi di scrittura Devanagari sono rappresentati da ritrovamenti risalenti al XIII secolo e provenienti dai siti dello scomparso regno Khasa-Malla, situati nei distretti nepalesi di Jumla, Surkhet e Dailekh. La Valle Sinja ne ha costituito l'antica, poderosa capitale tra il XII e il XIV secolo, oltre a essere stata l'originale centro di diffusione della lingua nepalese.

## Religione

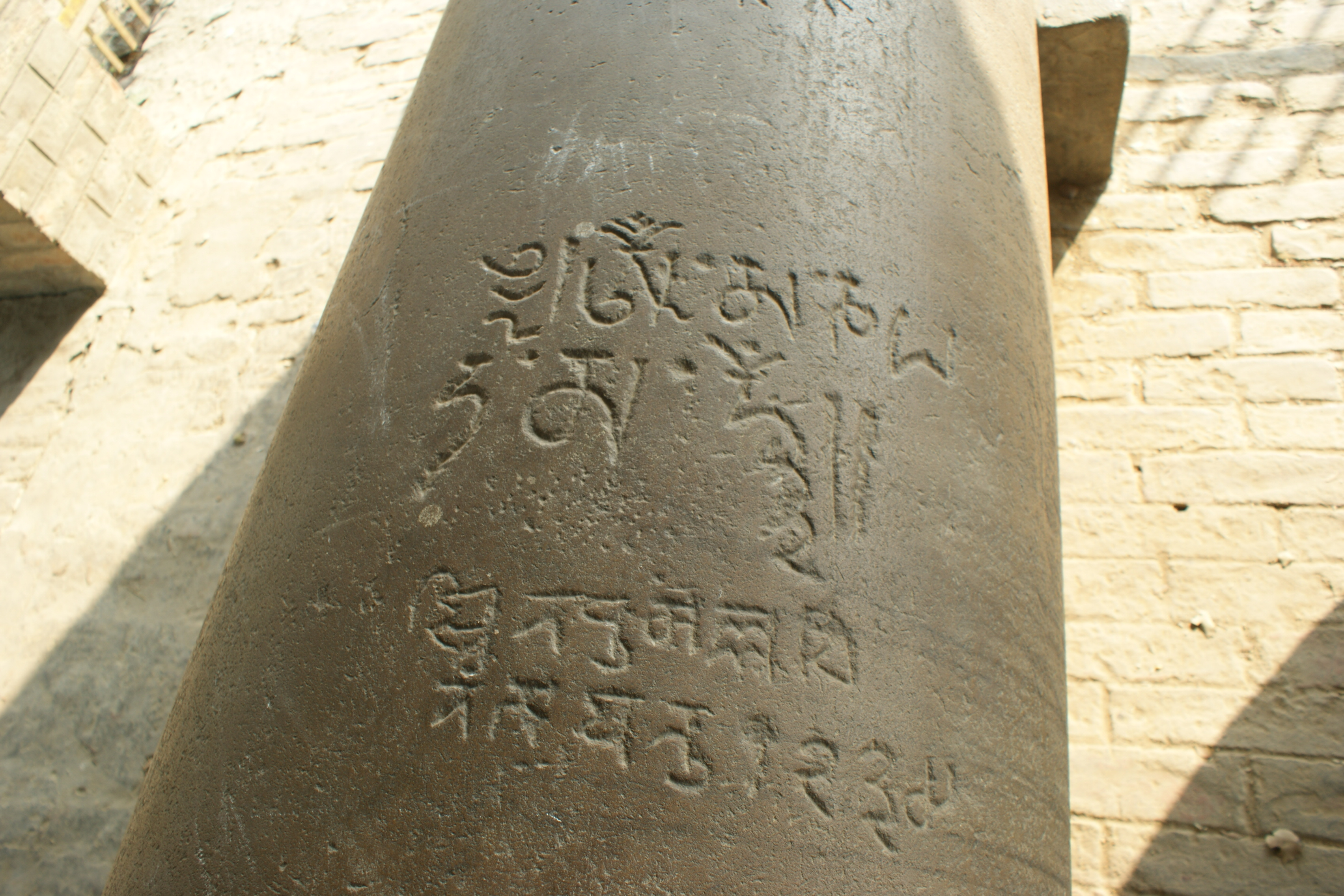
Iscrizione (XIII secolo) di re Ripumalla sul pilastro di Ashoka di Nigali Sagar. Vi si legge: "Oṃ maṇi padme huṃ" e "Sri Ripumalla Chiram Jayatu 1234" ("Lunga vita a Sri Ripumalla"); anno 1234 dell'Era Saka (1312 CE).

La maggior parte dei primi re Khasa precedenti a Prithivì Malla erano buddhisti. Il passaggio del regno all'induismo avvenne quando re Ripumalla ne iniziò l'espansione a sud, cui seguì un conseguente lento aumento dei contatti con l'India. Re Prithvi Malla usò sempre sillabe buddiste nella sua iscrizione, pur avendo una forte preferenza per l'induismo. Nella sua iscrizione "Prashasti di Dullu" appaiono sillabe, mantra e invocazioni buddiste, ma la successiva "Kanakapatra di Shitushka" è fondamentalmente indù. Queste due iscrizione sono dunque testimonianze della transizione dal buddismo all'induismo. Il regno governato da re Punya Malla e da Prithivì Malla si connotava di un rituale e di usi rigorosamente indù.

## Titoli, ranghi e suffissi
I successori di re Nāgarāja usavano suffissi tipo -illa e -challa, come re Chapilla, re Krachalla. Challa e Malla erano titoli di re e principi. Rāulā era il ritolo di un funzionario di alto rango e ha connotato personalità come Malayavarma, Medinivarma, Samsarivarma e Balirāja, che fu poi sovrano di Jumla e fondatore della dinastia Kalyal. Mandalesvara o Mandalik era un titolo conferito a personaggi potenti. Al primo dei due erano nominati principi del sangue, funzionari di alto grado e re sconfitti.

## Sovrani
L'elenco dei re Khasa-Malla fino a Prithivì Malla è indicato da Giuseppe Tucci nel seguente ordine:
- Nāgarāja (Nepalese: नागराज);[25][26] anche chiamato Jāveśvara[27] o Nagadeva in cronache tibetane, tra cui una del Quinto Dalai Lama[28]
- Chaap/Cāpa (Nepalese: चाप); IAST: Cāpa); figlio di Nāgarāja[26]
- Chapilla/Cāpilla (Nepalese: चापिल्ल); IAST: Cāpilla), figlio di Cāpa[26]
- Krashichalla (Nepalese: क्राशिचल्ल); IAST: Krāśicalla), figlio di Cāpilla[26]
- Kradhichalla (Nepalese: क्राधिचल्ल); IAST: Krādhicalla), figlio di Krāśicalla[26]
- Krachalla (Nepalese: क्राचल्ल); IAST: Krācalla), figlio di Krādhicalla[26]  (1189–1223)
- Ashoka Challa (Nepalese: अशोक चल्ल); IAST: Aśokacalla), figlio di Krācalla[26] (1223–87)
- Jitari Malla (Nepalese: जितारी मल्ल); IAST: Jitārimalla), primo figlio di Aśokacalla[29]
- Ananda Malla (Nepalese: आनन्द मल्ल); IAST: Ānandamalla), secondo figlio di Aśokacalla[29]
- Ripu Malla (Nepalese: रिपु मल्ल); IAST: Ripumalla) (1312–13), figlio di Ānandamalla[29]
- Sangrama Malla (Nepalese: संग्राम मल्ल); IAST: Saṃgrāmamalla), figlio di Ripumalla[29]
- Aditya Malla (Nepalese: आदित्य मल्ल); IAST: Ādityamalla), figlio di Jitārimalla[29]
- Kalyana Malla (Nepalese: कल्याण मल्ल); IAST: Kalyāṇamalla), figlio di Ādityamalla o di Saṃgrāmamalla[29]
- Pratapa Malla (Nepalese: प्रताप मल्ल); IAST: Pratāpamalla), figlio di Kalyāṇamalla, non ha avuto figli[29]
- Punya Malla (Nepalese: पुण्य मल्ल); IAST: Puṇyamalla)[20] di un'altra famiglia reale Khasa di Purang[24]
- Prithivì Malla (Nepalese: पृथ्वी मल्ल); IAST: Pṛthvīmalla), figlio di Puṇyamalla[29]
- Surya Malla (Nepalese: सूर्य मल्ल) figlio di Ripu Malla, ritorno al governo del clan Nāgarāja
- Abhaya Malla (Nepalese: अभय मल्ल)) (XIV secolo)[12]

### Elenco tibetologico
Qui di seguito l'elenco dei sovrani del regno Khasa (Tibetano: Ya rtse) redatto dai tibetologi Luciano Petech, Roberto Vitali e Giuseppe Tucci:
- Naga lde (Nepali: Nāgarāja) (inizi XII secolo)
- bTsan phyug lde (Nepali: Cāpilla) (metà XII secolo)
- bKra shis lde (Nepali: Krāśicalla) (XII secolo)
- Grags btsan lde (Nepali: Krādhicalla) (XII secolo) fratello di bTsan phyug lde)
- Grags pa lde (Nepali: Krācalla) (fl. 1225)
- A sog lde (Nepali: Aśokcalla) (fl. 1255–1278) figlio
- 'Ji dar sMal (Nepali: Jitārimalla) (fl. 1287–1293) figlio
- A nan sMal (Nepali: Ānandamalla) (late XIII secolo) fratello
- Ri'u sMal (Nepali: Ripumalla) (fl. 1312–1314) figlio
- San gha sMal (Nepali: Saṃgrāmamalla) (inizi XIV secolo) figlio
- A jid smal (Nepali: Ādityamalla) (1321–1328) figlio di Jitari Malla
- Ka lan smal (Nepali: Kalyāṇamalla) (XIV secolo)
- Par t'ab smal (Nepali: Pratāpamalla) (XIV secolo)
- Pu ni sMal/Puṇya rMal/bSod nams (Nepali: Puṇyamalla) (fl. 1336–1339) della casa reale di Purang (un'altra famiglia Khasa)
- sPri ti sMal/Pra ti rmal (Nepali: Pṛthvīmalla) (fl. 1354–1358) figlio

## Declino

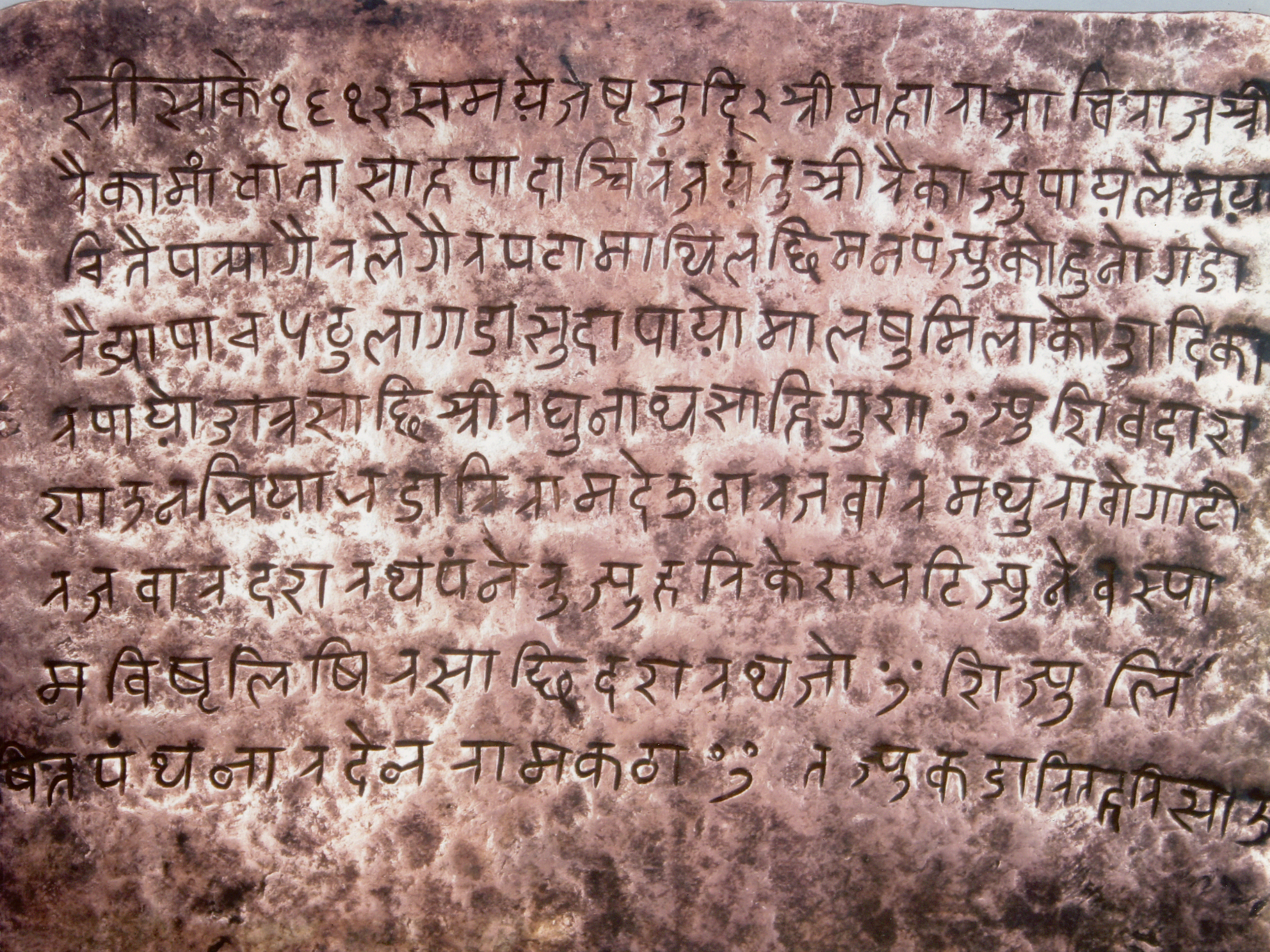
Iscrizione in rame del re Baise del Doti, Raika Mandhata Shahi, 1612 dell'Era Saka (शाके १६१२) (o 1747, Bikram Samvat) nella vecchia lingua Khasa che usava la scrittura Devanagari

Dopo l'assedio di Chittorgarh (1303), in Nepal si riversò una forte migrazione di Rajput, per altro preceduta da pochi gruppetti in fuga dall'invasione musulmana dell'India. Questi immigrati furono rapidamente assorbiti nella comunità Khasa a causa delle notevoli similitudini. Lo storico e gesuita Ludwig Stiller ritiene che responsabili della sua frammentazione siano state le interferenze Rajput nella politica del regno Khasa di Jumla. E spiega:
(Ludwig Stiller, The Rise of House of Gorkha)
 Francis Tucker afferma ulteriormente che i Rajput "si macchiarono molto spesso di vile ingratitudine e tradimento al fine di gratificare le proprie ambizioni. Erano personaggi violenti e spietati, che non si fermavano davanti a niente." Giuseppe Tucci sembra essere di tutt'altra opinione:
(Giuseppe Tucci, Nepal: alla scoperta del regno Malla, p. 66)
Alla fine del XIII secolo il regno Khasa crollò, dividendosi in 22 principati Baise nella zona Karnali-Bheri e in 24 principati Chaubise nella regione del Gaṇḍakī. I suddetti regni furono governati da rajput e da diverse entità politiche tribali decentralizzate.
I principati Baise:
- Jumla
- Doti
- Jajarkot
- Bajura
- Gajur
- Biskot
- Malneta
- Thalahara
- Dailekh
- Dullu
- Duryal
- Tulsipur
- Dang
- Salyan
- Chilli
- Phalawagh
- Jehari
- Darnar
- Atbis
- Gotam
- Majal
- Gurnakot
- Rukum

I principati Chaubise:
- Gorkha
- Lamjung
- Tanahun
- Kaski
- Nuwakot
- Dhor
- Satahun
- Garahun
- Rishing
- Ghiring
- Paiyun
- Parbat
- Galkot
- Palpa
- Gulmi
- Argha
- Khanchi
- Musikot
- Isma
- Dhurkot
- Bajhang
- Bhirkot
- Pyuthan
- Butwal